# Trestno
Trestno (niem. Treschen) – wieś w Polsce położona w województwie dolnośląskim, w powiecie wrocławskim, w gminie Siechnice, nad rzeką Odrą.

## Geografia
Wieś leży tuż nad Odrą, na jej lewym brzegu (naprzeciwko, po drugiej stronie rzeki leży wieś Łany), tuż obok miejsca, w którym rzeka wpływa do Wrocławia.

## Historia
W 1214 Henryk I Brodaty wraz ze świętą Jadwigą Śląską sprowadzili do Wrocławia kanoników regularnych – braci szpitalnych Najświętszej Marii Panny. W 1221 ci zachowujący regułę świętego Augustyna zakonnicy otrzymali od księcia Henryka I wieś Trestno. Na początku XVI wieku wieś przejęło miasto, ale wkrótce sprzedało ją protestantom, którzy zbudowali w niej kościół. W 1654 kościół przejęty został przez katolików; znajdował się wówczas w nim – jak zapisano w dokumentach – ołtarz z malowanym wizerunkiem Matki Boskiej i Trzech Króli, a obok stała plebania.
W późniejszych latach, kiedy wieś podupadła, przyłączono ją do parafii św. Maurycego.
Do 2024 r. miejscowość była przysiółkiem osady Blizanowice. W latach 1975–1998 miejscowość administracyjnie należała do województwa wrocławskiego.

## Zabytki
Do wojewódzkiego rejestru zabytków wpisane są:
- kościół ewangelicki, obecnie rzym.-kat. fil. pw. Niepokalanego Poczęcia NMP, w 1934 r. protestanci wybudowali tu nowy, murowany kościół zaprojektowany przez architekta wrocławskiego Ericha Graua. Po roku 1945 katolicy przystosowali go do swoich potrzeb. Wieś przyłączono do parafii Najświętszej Maryi Panny Wspomożycielki Wiernych na Księżu Małym, a wrocławska Kuria Arcybiskupia otrzymała w latach 50. tutejszy majątek ziemski na potrzeby seminarium duchownego
- dawny cmentarz grzebalny.

## Wodowskaz Trestno

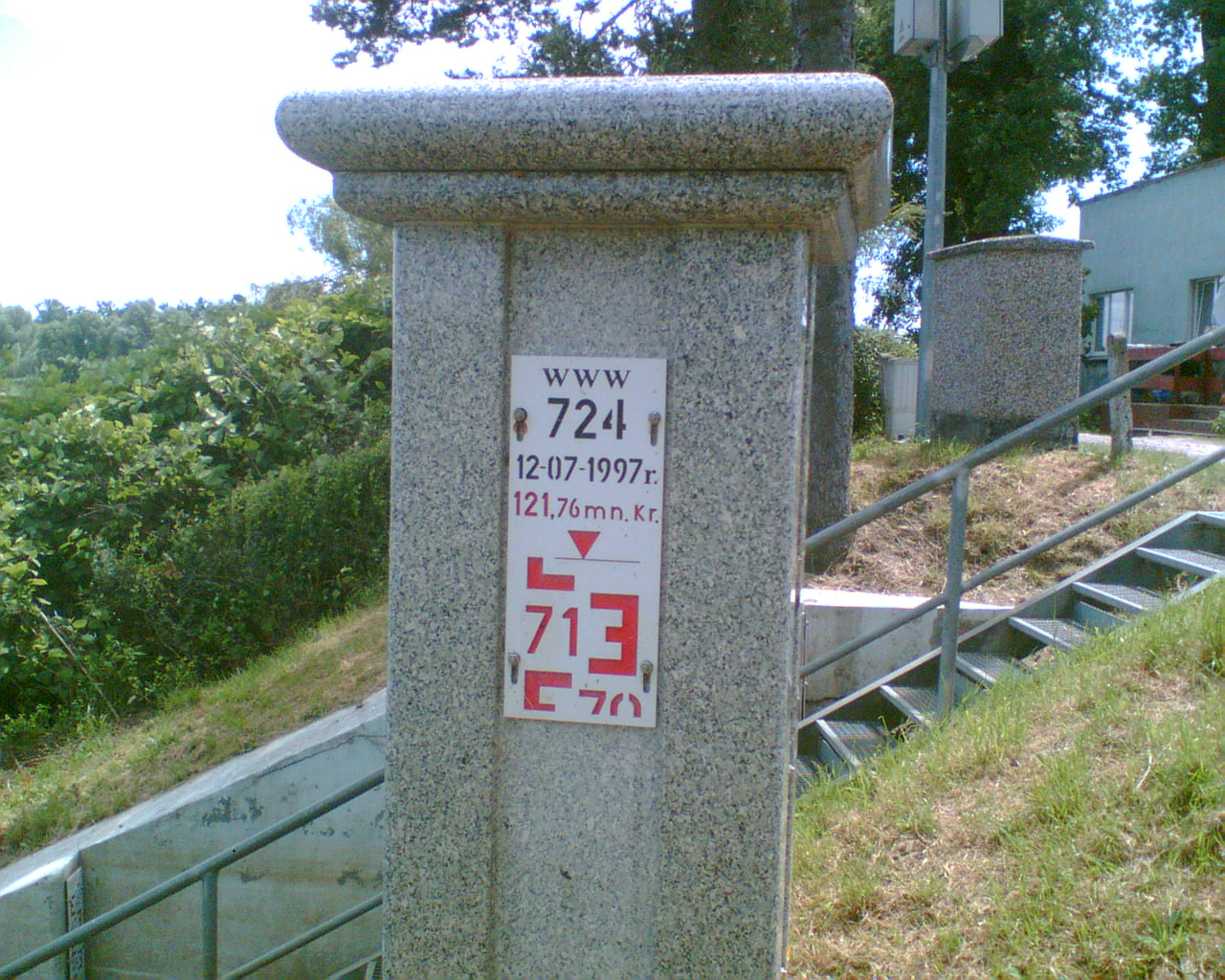
Pamiątkowa tabliczka z Powodzi Tysiąclecia w 1997 na wodowskazie w Trestnie

W Trestnie, gdzie Odra płynie pojedynczym nurtem (już kilkaset metrów w dół rzeki znajdują się pierwsze rozwidlenia koryta, kanały, jazy, śluzy i inne budowle hydrotechniczne) zlokalizowany jest najważniejszy dla Wrocławia wodowskaz. Podczas podwyższonego stanu wód dojazd do wsi bywa utrudniony lub niemożliwy z powodu zalania dróg. Podczas „powodzi tysiąclecia” w lipcu 1997 wieś została zalana na wysokość powyżej 2,5 metra. Wodowskaz pokazał wówczas rekordowy odczyt w historii – 724 cm. Obsługa wodowskazu, odcięta od lądu, przekazywała odczyty do centrum kryzysowego drogą radiową.
W czasie tej powodzi zniszczeniu uległo m.in. całe wyposażenie kościoła Niepokalanego Poczęcia, obecnie systematycznie odtwarzane.